# 南加的夫和珀納思 (英國國會選區)
南加的夫和珀納思（英語：Cardiff South and Penarth），英國國會一自治市選區，位於威爾斯首府加的夫南部和珀納思的一部。始設於1983年。
本區一直支持工黨，但近年支持度有所下降。2010年大選中，工黨的阿龍·邁克爾以38.9%選票勝出該區五度連任。